# Loculicytheretta pavonia
Loculicytheretta pavonia is een mosselkreeftjessoort uit de familie van de Cytherettidae. De wetenschappelijke naam van de soort is voor het eerst geldig gepubliceerd in 1866 door Brady.